# Миколай Гербурт (галицький каштелян)
Миколай Гербурт (? — між 5 і 13 квітня 1593) — польський шляхтич, урядник Королівства Польського, Речі Посполитої.

## Життєпис
Наймолодший син підкоморія перемиського Яна Гербурта та його дружини Ядвіги Хвалівни.
Молодість невідома, вперше згаданий у джерелах 16 березня 1546 року в акті відновлення документу надання маєтностей 1374 року, який отримав з братами. 1550 року брав участь у Пйотркувському сеймі, де разом з братами опікувався Станіславом Оріховським, чиє майбутнє одруження стало каменем спотикання для єпископів та шляхти (католицької, протестантської). З 1567 року — поборець перемиський, сяноцький, з цього чи 1568 — підкоморій перемиський (востаннє згаданий на цій посаді 20 червня 1571).
З 3 квітня 1570 року — львівський староста, був ним до смерті. Також стає генеральним старостою Русі. На відміну від попередників, наприклад, 1585 року проживав у місті, а не у Низькому замку. За це призначення мав дякувати прихильності Сигізмунда II Авґуста до кровних Варвари Радзивіл. Посол вального сейму 1572 року. Почув звернення до нього примаса 14 липня з Ловіча, щоб стеріг довірених йому 5 міст і кордонів. 28 лютого 1575 був обраний шляхтою одним з суддів генерального суду Руського воєводства. 1582 року отримав наказ пильнувати виконання страти молдавського господаря. Смерть сина надламала його, це дозволило єзуїту Бенедиктові Гербесту переконати його змінити обряд на римо-католицький 28 вересня 1583 року. В січні 1585 року був сенатором як галицький каштелян.
5 листопада 1587 зібрав Вишенський сеймик, який під його та латинського архиєпископа Яна Димітра Соліковського керівництвом виступав проти коронації двох кандидатів, постановив збройно вирушити до під Ряшів. Тут 2 грудня став очільником конфедерації разом з кузином — львівським хорунжим Яном Гербуртом, Анджеєм Сененським. Після коронації Сигізмунда III львівський з'їзд шляхти 1 січня 1588, керований ним стояв на своїх попередніх позиціях. 13 січня відмовився від посади галицького каштеляна. Потім визнав королем Сигізмунда III, підмовив також визнати його королем козаків. Перемиський каштелян з 1589 року (рішення сейму), також шафар перемиський, сяноцький. Під час конфлікту короля та канцлера Яна Замойського уникав відкрито свою висловити позицію.
Як львівський староста часто мав конфлікти з міщанами, зокрема, при обранні райців, бурмістрів, прав цехів, оплат податків. У Галицькій землі посідав Липницю (перед 1574 відступив сину Пйотрові), у Львівській — посідав королівщини Скнилів, Миклашів (1578-го відступив синові Пйотру), з 1584 — війтівство у Глинянах.
Ймовірно, помер на королівському дворі між 5 і 13 квітня 1593 року, був похований після 17 липня 1593.

### Сім'я
Ймовірно, перша дружина — Катажина Сапоровська. Твердження дуже сумнівне, бо 10 січня 1554 року була вдовою, очевидно, іншого Миколая Гербурта. Наш М. Гербурт міг бути хіба її другим чоловіком; донька Бальтазара Домбровського; шлюб 1538 року. Її віном були села Тарновець, Березів (Бжозув), Потакувка, частина Шебні в Ясельському повіті.
Друга дружина — ймовірно, Анна з Тарновських. Діти:
- Пйотр — в 1573 в складі оршаку стрия Яна їхав як посол до Франції по короля Генріха; помер перед 28 вересня 1583
- Миколай — в 1589 році шафар львівський, галицький, холмський, державив Вороців, Карачинів, Рокитне у Львівському старостві, після брата Пйотра — Миклашів; востаннє згаданий 30 березня 1597
- Войцех підписувався як Войцех зі Збоїськ, може, 23 січня 1607 року жив.[4]
- Ядвіґа — дружина (друга) коронного референдаря Івана-Томаша Дрогойовського.

Каспер Несецький стверджував, що дружиною львівського старости Гербурта (не вказав імені) була донька Яна Станіслава Тарновського Анна.